# Claude Bazin de Bezons
Claude Bazin de Bezons (Paris, 1617 — Paris, 20 de março de 1684) foi um advogado e político francês. Foi o segundo ocupante da cadeira 1 da Academia Francesa.

## Biografia
Bazin de Bezons nasceu em Paris, França. Seu avô, Claude Bazin, casou-se com Marie Chanterel em 1571 e foi nomeado cavaleiro por Luís XIII em 1611, dando-lhe o senhorio de Bezons.
Claude Bazin de Bezons acabou se tornando advogado do Grand Conseil, um alto tribunal francês criado para decidir sobre questões legais contenciosas. Em 1643, ele foi eleito membro da Académie française, e acabou se tornando seu membro mais antigo.
Ele serviu como intendente (chefe administrativo real) da justiça, polícia e finanças em Soissons e depois em Languedoc de 1654 a 1674, durante o qual também foi contratado para dirigir a reorganização das universidades de Toulouse e Montpellier. Após retornar a Paris, foi nomeado para o Conseil d'État (Conselho de Estado).
Ele deixou apenas alguns breves trabalhos escritos, incluindo alguns discursos e reclamações, bem como uma tradução da Paz de Praga entre Fernando II e o Príncipe-Eleitor da Saxônia em 1635.